# Sparganium gramineum
Sparganium gramineum — вид рослин родини Рогозові (Typhaceae), поширений на півночі Євразії.

## Опис

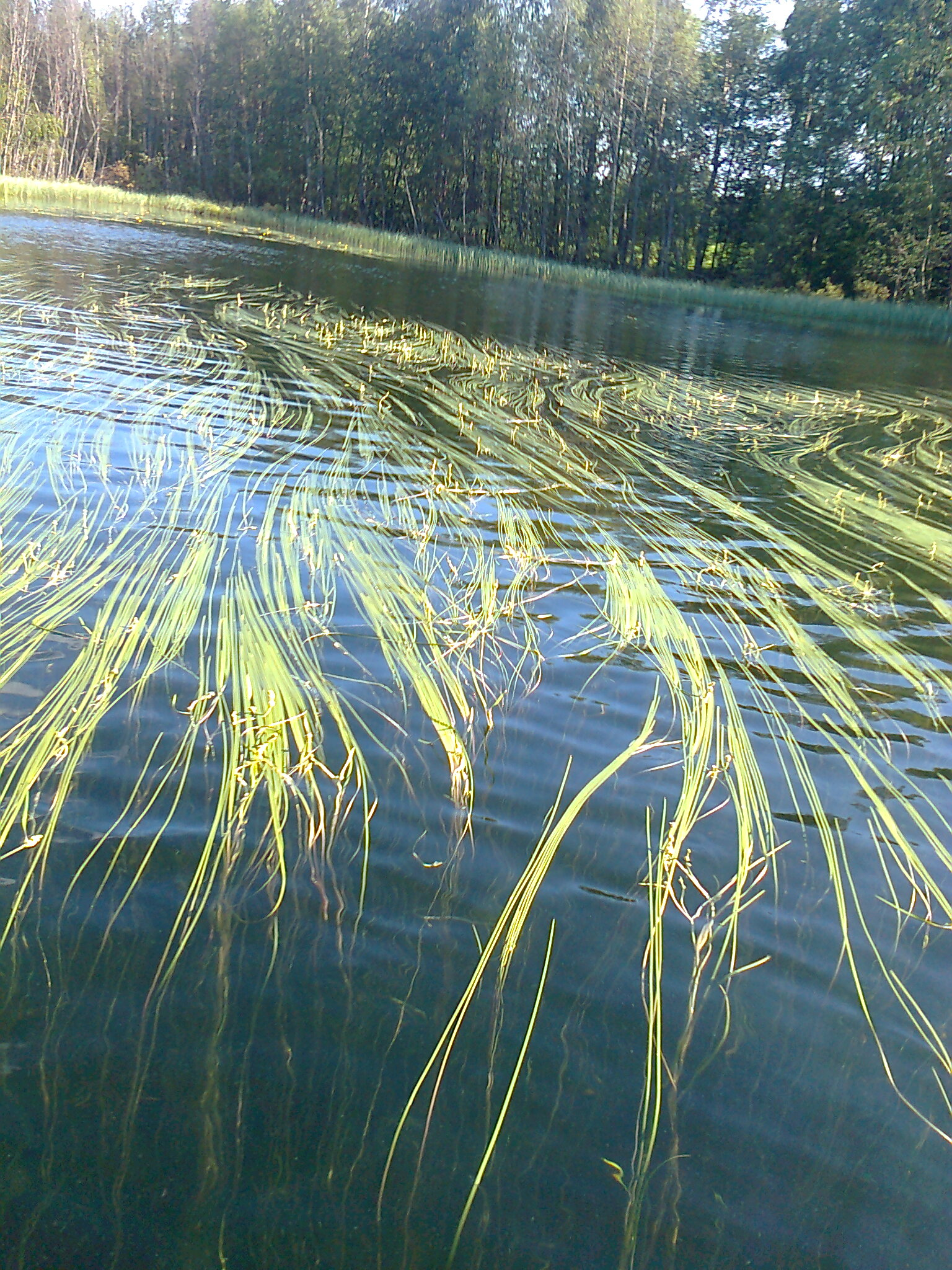

Багаторічна плавуча трава з довгим і тонким стеблом, помітно потовщеним і сильно зігнутим під суцвіттям. Листки дуже довгі й вузькі, в основі трохи вужчі, ніж у середній частині, у верхній частині плосковипуклі, на верхівці коротко загострені. Суцвіття гіллясте або просте. Жіночі головки в числі 1–3, розсунуті, сидячі або одна на ніжці. Чоловічих головок 2–3. Пильовики еліптичні. Плоди на довгих ніжках, довгасті, з тупуватими кінцями. Стовпчик при плодах крюкодібно відігнутий вбік

## Поширення
Займає північні області Євразії — від східної Норвегії до Центральної Японії.
Зростає в озерах, річках.